# Automate branchialis
Automate branchialis is een garnalensoort uit de familie van de Alpheidae. De wetenschappelijke naam van de soort is voor het eerst geldig gepubliceerd in 1958 door Holthuis & Gottlieb.